# Джеймс Адеґоке
Джеймс О. Адегоке (англ. James O. Adegoke) — нігерійсько-американський кліматолог і професор в Університеті Міссурі-Канзас-Сіті (UMKC), де працював завідувачем кафедри геологічних наук (2008-2010). Він також працював призначеним мером міста Канзас-Сіті, штат Міссурі, у міській комісії з питань охорони навколишнього середовища (EMC), а також давав свідчення перед комітетом парламенту Південної Африки з питань науки і технологій та комітетом з питань зміни клімату палати представників Нігерії. У Сполучених Штатах він дав свідчення в Палаті представників Сполучених Штатів Америки в Комітеті Палати представників США з питань енергетичної незалежності та глобального потепління.
Він є членом Технічної консультативної ради кількох прикладних наукових програм Організації Об'єднаних Націй (ООН), включаючи проект Організації Об'єднаних Націй з питань освіти та науки (ЮНЕСКО) щодо застосування дистанційного зондування водних ресурсів та управління екосистемами в Африці. На запрошення уряду Нігерії він працював головою Консультативного комітету міністрів з питань стійкості сільського господарства в Нігерії (ACARN), який розробив Національну систему стійкості до сільського господарства (NARF) для Нігерії в 2014 році.

## Життєпис
Адеґоке спеціалізувався на географії з неповнолітніми на фізиці та геології як бакалавр університету Ахмаду Белло. Він навчався в Ібаданському університеті, здобувши ступінь магістра в галузі географії, спеціалізується на кліматології, і доктора філософії в Пенсильванському державному університеті США, зосередившись на супутниковій кліматології. Закінчив докторську роботу в Кооперативному інституті досліджень атмосфери (CIRA) при Університеті штату Колорадо, США. На початку 1990-х він також був запрошеним науковим співробітником у Спільному інституті вивчення атмосфери та океану (JISAO) при Університеті Вашингтона в Сіетлі, штат Вашингтон.
Професор Адеґоке є всесвітньо визнаним лідером у галузі «Взаємодія земної поверхні-атмосфери», де він зробив важливий науковий внесок за останні два десятиліття. Його поточна робота зосереджена на соціальних наслідках змін навколишнього середовища, включаючи дослідження забруднення повітря в мінливих районах середньої широти, що швидко змінюються, вплив клімату на водні ресурси в басейні озера Чад та динаміку прибережних екосистем в регіоні дельти Нігеру в Нігерії. Він є членом декількох професійних товариств, включаючи Американський геофізичний союз (AGU), Асоціацію американських географів (AAG) та Американське метеорологічне товариство (AMS). Він є членом Консультативної ради чи Рад багатьох програм або центрів, що фінансуються такими головними фінансовими установами, як Світовий банк та державним органом Великої Британії з досліджень та інновацій.
Він проводив наукові дослідження та викладацькі роботи у Федеральному технологічному університеті Мінна в Нігерії, Університеті штату Колорадо у Форт-Коллінзі, штат Колорадо, та в Центрі обробки даних Земних ресурсів (EROS) в Су-Фоллс, Південна Дакота З 2010 по 2012 рік він працював виконавчим директором Відділу природних ресурсів та навколишнього середовища (NRE) Ради з наукових та промислових досліджень у Преторії, Південно-Африканська Республіка, де одночасно був призначений директором Прикладного центру клімату та Землі Системна наука (ACCESS), Центр передового досвіду (ПЄ) програми Південноафриканського департаменту науки і технологій (DST) Global Change Grande Challenge (GCGC). У 2017 році він пройшов консультаційну роботу в 2017 році (з квітня по грудень) на посаді тимчасового виконавчого директора Науково-сервісного центру Західної Африки з питань зміни клімату та адаптованого землекористування (WASCAL). До цього він два роки був членом Правління WASCAL і головою Науково-консультативного комітету організації.  Зовсім недавно він працював старшим консультантом у відділі кліматичних змін та зеленого зростання Африканського банку розвитку (AfDB), перебуваючи у відпустці з Університету Міссурі-Канзас-Сіті.